# Superstition (Fernsehserie)
Superstition (englisch für Aberglaube) ist eine US-amerikanische Fernsehserie. Die Serie, die im Dezember 2016 mit einer Direktbestellung versehen wurde, wurde vom Sender Syfy ab 20. Oktober 2017 ausgestrahlt. Die internationalen Ausstrahlungsrechte an der Serie hält Netflix, wo die Serie seit dem 29. April 2018 auch im deutschsprachigen Raum zu sehen ist. Am 6. Juni 2018 wurde bekannt, dass Syfy die Serie nach der ersten Staffel absetzt. Seit dem 6. Juni 2019 steht die erste Staffel auch auf dem Streamingdienst Sky Ticket zum Abruf bereit.

## Inhalt
Die Serie erzählt die Geschichte der Familie Hastings, den Besitzern eines Bestattungsunternehmens und des Friedhofs in der Stadt La Rochelle, Georgia. Die Familie bietet zusätzliche Dienste für die Toten an, die von Dämonen und anderen Wesen getötet wurden, die weit über das Normale hinaus gehen.

## Besetzung und Synchronisation
Die deutschsprachige Synchronisation der Serie erfolgt bei der Studio Hamburg Synchron GmbH unter Dialogregie von Susanne Sternberg.

### Hauptbesetzung
- Mario Van Peebles als Isaac Hastings
- Robinne Lee als Bea Hastings
- Brad James als Calvin Hastings
- Demetria McKinney als May Westbrook
- Morgana Van Peebles (DF: Franciska Friede)  als Garvey Westbrook
- Tatiana Lia Zappardino (DF: Nadine Wöbs)  als Tilly

### Wiederkehrende Darsteller
- W. Earl Brown als The Dredge
- Jasmine Guy als Aunt Nancy